# Hauptfriedhof Limburg an der Lahn

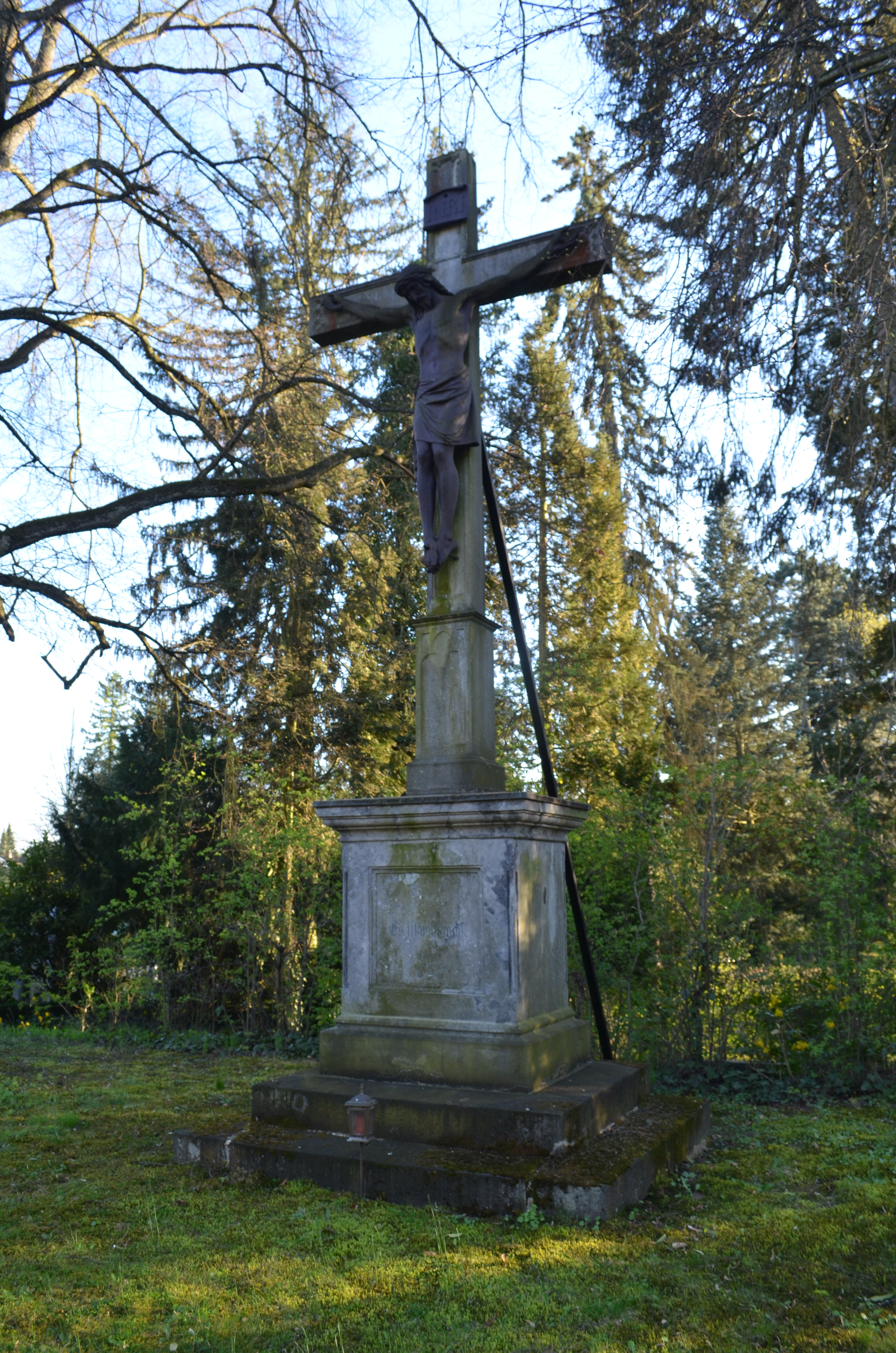
Hochkreuz

Der Hauptfriedhof in Limburg an der Lahn aus dem Jahr 1882 steht als Gesamtanlage Neuer Friedhof unter Denkmalschutz.

## Geschichte
Nachdem der Domfriedhof zu klein geworden war, wurde 1882 der Neue Friedhof angelegt. Die Neuanlage erfolgte auf einem rechteckigen Grundstück auf der Unterheide am Schafsberg, außerhalb der Stadt. Der Friedhof wurde von einem schmiedeeisernen Umfassungsgitter eingeschlossen. Dieses wurde im Zweiten Weltkrieg entfernt. Lediglich die Tore des Hauptportals blieben erhalten. 1965/66 und 1985 wurden Erweiterungen des Friedhofs vorgenommen.
Der Friedhof wird durch fünf parallel verlaufende Alleen mit unterschiedlichen Laubbäumen bzw. Zypressen gegliedert, zwischen denen Querwege verlaufen. Die zentrale Achse führt zu einem ovalen Kreuzhügel. Darauf befindet sich ein Kruzifix mit Bronzekorpus. Dahinter befindet sich der Ehrenhain für die gefallenen Soldaten des Ersten Weltkriegs.
Dieses mündet in den halbrunden Ehrenfriedhof des Zweiten Weltkriegs mit dem Stalingraddenkmal, einem weiteren Hochkreuz und den Rondell mit dem Holzkreuz der Landsmannschaften. Daneben wurden im Jahr 1959/60 die Friedhofsteile mit den toten Russen und Polen und Ehrenabteilungen für die Toten der Weltkriege angelegt.

## Stalingrad-Gedenkstätte

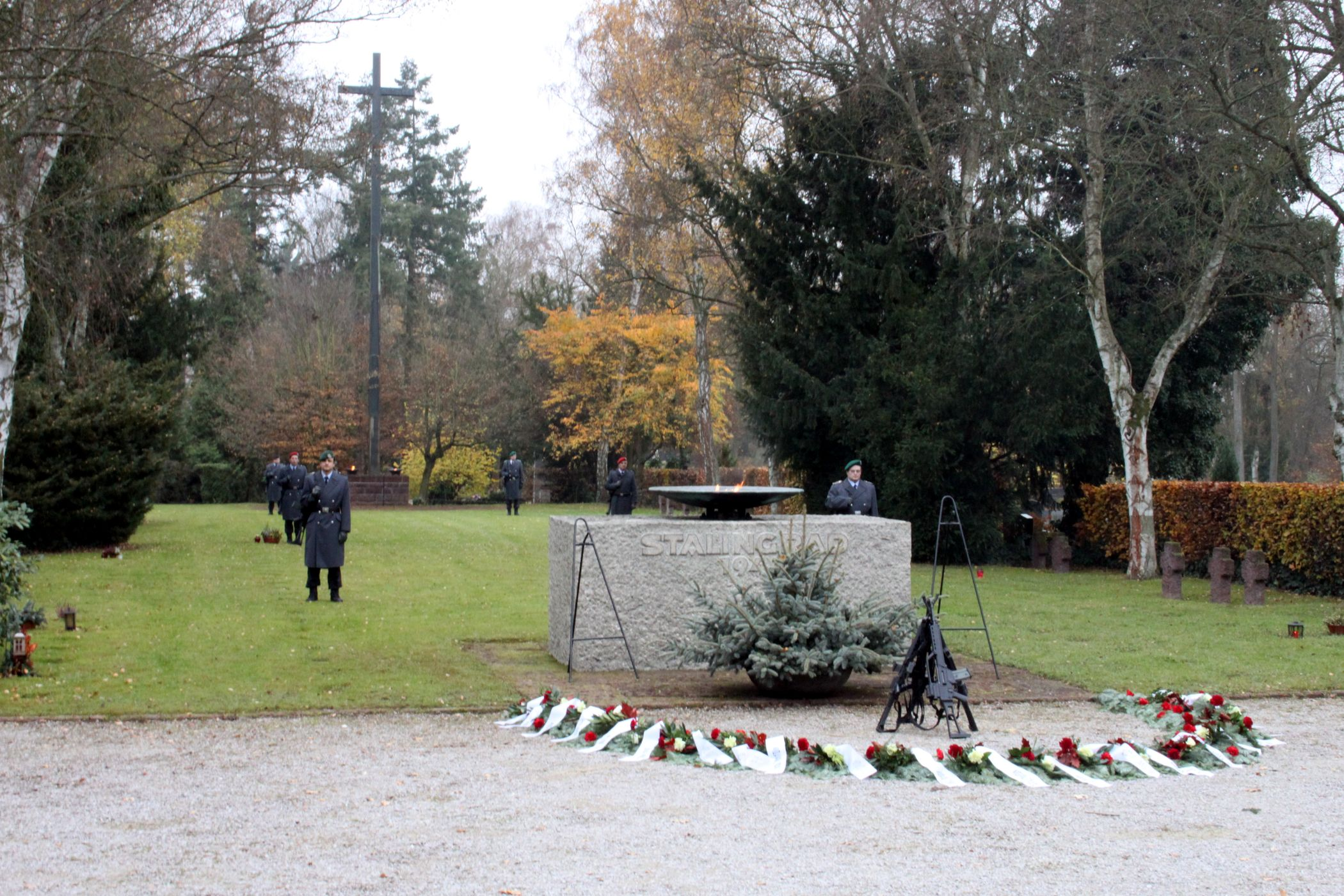
Zentrale Deutsche Stalingrad-Gedenkstätte

Auf dem Hauptfriedhof von Limburg an der Lahn wurde am 18. Oktober 1964 das zentrale deutsche Denkmal zum Gedenken an alle in der Schlacht von Stalingrad gefallenen und in der anschließenden Gefangenschaft verstorbenen Soldaten eingeweiht. Im Jahr 1988 übernahm die Stadt Limburg die „Stalingradkämpfer-Stiftung“ und sicherte damit die Erhaltung und Pflege der Stalingrad-Gedächtnisstätte auch über das Bestehen des „Bundes ehemaliger Stalingradkämpfer e. V Deutschland“ hinaus. Der Bund beschloss im Jahr 2004 seine Auflösung.

## Neue Friedhofskapelle
Im nördlichen Erweiterungsbereich des Friedhofs befindet sich die neue Friedhofskapelle. Diese wurde 1972/73 durch den Architekten Franz Josef Hamm erbaut. Im linken Eingangsbereich der Kapelle war seit 1979 ein rundes Mosaik aus der ehemaligen Offheimer Kapelle eingelassen. Das Mosaik aus dem Jahr 1917 der Kunstanstalt für Glasmosaik Ambrosi und Wünschmann (Berlin-Neukölln) diente dort ursprünglich als Altarbild. Das Mosaik mit einem Durchmesser von ca. 2,80 m zeigt vor goldenem Hintergrund ein Vesperbild (die trauernde Maria mit ihrem toten Sohn auf dem Schoß) und achtzehn Sternen. Vor dem Abriss der Kapelle im Jahr 1967 wurde das Mosaik abgenommen und 1978/79 restauriert. Das Mosaik ist aus künstlerischen und geschichtlichen Gründen als Einzeldenkmal geschützt.

## Denkmalgeschützte Gräber
| Bild | Name(n)                                                                   | Jahr | Beschreibung |
| ---- | ------------------------------------------------------------------------- | --- | --- |
|      | Bürgermeister Andreas Schlitt                                             | Ende des 19. Jahrhunderts | Einfaches Kreuz auf einem Postament aus dunklem Marmor, Einfriedung aus niedrigen Rotsandsteinpfosten mit Eisenrohren. |
| 0    | Bauunternehmer David Brötz (1859–1929) und Ehefrau Katharina, geb. Zingel | 1920er Jahre | Der Grabstein ist als antikisierende Tempelfront gestaltet, im Fronton des Dreiecksgiebels das Monogramm DB. |
|      | Familiengrabstätte Menges und Meyer-Sartori                               | 0 | Große Schauwand der Jahrhundertwende aus Sandstein mit eingelassener marmorner Inschriftplatte, zentraler Giebelrisalit, im dortigen Giebel floraler Schmuck; seitlich Tondi mit geflügelten Puttenköpfen; Brüstung mit zierlichen Schmiedeeisengittern. |
|      | Familiengrabstätte Johann Georg Brötz (Bauunternehmer)                    | 0 | Stattlicher Baldachin, dessen vier Säulen mit Flechtbordüren und Phantasiekapitellen aus grauem Werkstein geschmückt sind. Darunter erhebt sich eine Stele mit Marmorurne und bronzenen Inschrifttafeln. Einfriedung der Grabstätte mit breiten Vasen. |
|      | Familiengrabstätte Theodor Breidling (Uhrmachermeister)                   | Die Grabstätte wurde mit der ersten Beisetzung im März 1893 eingerichtet. Eine grundlegende Restaurierung und Neugestaltung erfolgte im Sommer 2019. | Über einem grauen Rustiko-Sockel aus Kunststein und einer polierten schwarzen Granitstele mit blattvergoldeter Inschrift der Erstbelegung erhebt sich ein Kruzifix aus weißem Carrara-Marmor. Die Fläche ist mit weißem Splitt ausgelegt. In ihrer Mitte befindet sich ein Kissenstein aus poliertem schwarzem Granit mit blattvergoldeter Inschrift der Zweitbelegung.                                                                             |
|      | Familiengrabstätte Brühl                                                  | 0 | Einfassung der Jahrhundertwende mit kannelierten Gusseisenpfosten mit Akanthusschmuck, schwere, eckige Kettenglieder; zwei der Grabsteine bestehen aus Kruzifixen mit Bronzefiguren auf Marmorstelen |
|      | Familiengrabstätte Carl Trombetta († 1903)                                | frühes 20. Jahrhundert | Äußerst stattliche Grabanlage aus schwarzem Marmor: Ädikula mit zwei tuskischen Vollsäulen, flankiert von zwei Flügelwänden, die mit zierlichen Bronzefriesen (Lorbeergirlanden) geschmückt sind. Aufwändige Grabeinfassung aus Marmorpfosten, Bronzebalustern und Querstreben sowie schwerer Kette. Gemäß Inschrift war der Steinmetz F. Hofmeister, Frankfurt a. M.                                                                               |
|      | Grabmal Josef Menges und Lina Menges († 1904; † 1910)                     | frühes 20. Jahrhundert | Auf einem hohen Postament aus schwarzem Marmor kniet die Skulptur einer trauernden Frau aus hellem Marmor, die einen Blütenkranz in den betend zusammengelegten Händen hält |
|      | Familiengrabstätte Reuter                                                 | zweites Jahrzehnt des 20. Jahrhunderts | Im Zentrum eine Ädikula mit kannelierten Säulen, hochrechteckige Flügelpartien. In der unteren Mittelpartie in späterer Zeit ein stehender, toter Christus ohne Kreuz eingemeißelt |
|      | Grabstätte Otto Goebels (spätere Belegung)                                | zweites Jahrzehnt des 20. Jahrhunderts | Säulenbau aus grauem Werkstein mit Rundbogenbekrönung, darin Relief des gekreuzigten Christus, der von knienden Engeln flankiert wird; die am Kreuz hängende Dornenkrone wird in den Händen der Engel zu Rosenranken, schlechter Erhaltungszustand. |
|      | Familiengrabstätte Carl Hilf († 1909)                                     | 0 | Neoromanischer Aufbau aus großer, zentraler Stele mit seitlichen Flügelteilen. Die zentrale Partie wird von kurzen romanischen Säulchen (Würfelkapitelle mit Rankenornamenten) flankiert, die einen leicht gespitzten Bogen stützen, im Bogenfeld qualitätvolles Mosaik mit der Darstellung einer Pieta, oberhalb des Mosaiks geflügelter Puttenkopf. Umrandung mit niedrigen Steinpostamenten, jedoch Verlust der einfassenden Ketten.             |
| 0    | Grabstätte Heinrich Lellmann, Maurermeister                               | 0 | Ädikula mit schlanken Vollsäulen und Dreiecksgiebel, die Darstellung deutet im Relief eine Altarmensa mit sich darüber erhebendem Kreuz an (späteres kleines Bronzekreuz). |
| 0    | Familiengrabstätte Grandpré                                               | 0 | Großes Kreuz auf einer Stele aus grauem Werkstein, in der Mitte ist ein Bronzemedaillon mit einem Christuskopf eingelassen. |
|      | Familiengrabstätte Ohl                                                    | zweites Jahrzehnt des 20. Jahrhunderts | Stele aus Porphyr mit begleitenden Flügelpartien, im Zentrum ein hochrechteckiges Bronzerelief mit der Darstellung einer sich an ein Bücherpultlehnenden Frau, die auf eine Sanduhr blickt; auf den Seitenteilen Rosenranken. |
|      | Grabstätte Josef Hartmann, Zimmermeister (1853–1917)                      | 0 | Weißer Werkstein; kannelierte dorische Säulen, die einen geschwungenen Giebel tragen; Kreuz mit einem Bronzemedaillon mit Christuskopf. |
|      | Grabstätte Dr. Fritz Scholl (Zweitbelegung)                               | zweites Jahrzehnt des 20. Jahrhunderts | Breite Stelenform aus hellem Stein in romanisierenden Formen: über ornamentierten Konsolstücken erhebt sich ein Rundbogen mit eingeschriebenem Kleeblattbogen, der ein Kruzifix mit Bronzefigur Christi rahmt, seitlich die Buchstaben Alpha und Omega. |
|      | Grabstätte Rudolf Goerlach († 1906)                                       | frühes 20. Jahrhundert | Hoher, von einem Kreuzmedaillon bekrönter Grabstein mit dem Relief einer knienden Frau mit langen Haaren, die Blumen pflanzt; seitlich Pflanztröge; |
|      | Grabstätte Wilhelm Scheid                                                 | 0 | Weißer Marmor, gotisierende Stele mit Maßwerkdekor und bekrönender Kreuzblume, flankierende Inschriftplatten. |
|      | Familiengrabstätte Jakob Wolff                                            | 0 | Dreiteiliger Grabstein aus grauem Werkstein mit Dreipassabschluss, risalitartig vorkragende Mitte, über der das Relief einer Pietàgruppe erscheint. Im Zentrum ist ein hochrechteckiges Bronzerelief eingelassen, welches den Kopf des Verstorbenen in Dreiviertelansicht zeigt, darunter als Zeichen seines Berufsstandes zwei Äskulapschlangen. Der Gesamtentwurf stammt von Arnold Hensler, Pieta und Bildnisrelief sind eigenhändige Frühwerke. |
|      | Grabstätte Albert Henninger                                               | 0 | Hoher rundbogiger Grabstein aus schwarzem Marmor mit einbeschriebenem Kruzifix (Bronzefigur Christi), Bekrönung durch Marmorvase. |
|      | Familiengrabstätte Obenauer                                               | zweites Jahrzehnt des 20. Jahrhunderts | Sechs kannelierte dorische Säulen tragen ein Gebälkstück mit fünf Rosetten; davor große Urne auf einer Stele. Niedrige Abschrankung. |
|      | Familiengrabstätte Lehnard                                                | zweites Jahrzehnt des 20. Jahrhunderts | Hoher Grabstein mit geschweiftem Abschluss, der von zwei Säulen mit Girlandenschmuck getragen wird. Im Zentrum Bronzerelief mit Profilansicht Christi mit Heiligenschein. |
|      | Familiengrabstätte Dr. Jakob Höhler                                       | ausgeführt, ca. 1930 | Hohes Kreuz mit dornengekröntem Christushaupt, nach Entwurf von Arnold Hensler von Steinmetz Hilf, Limburg. |

## Ehemalige Friedhofskapelle

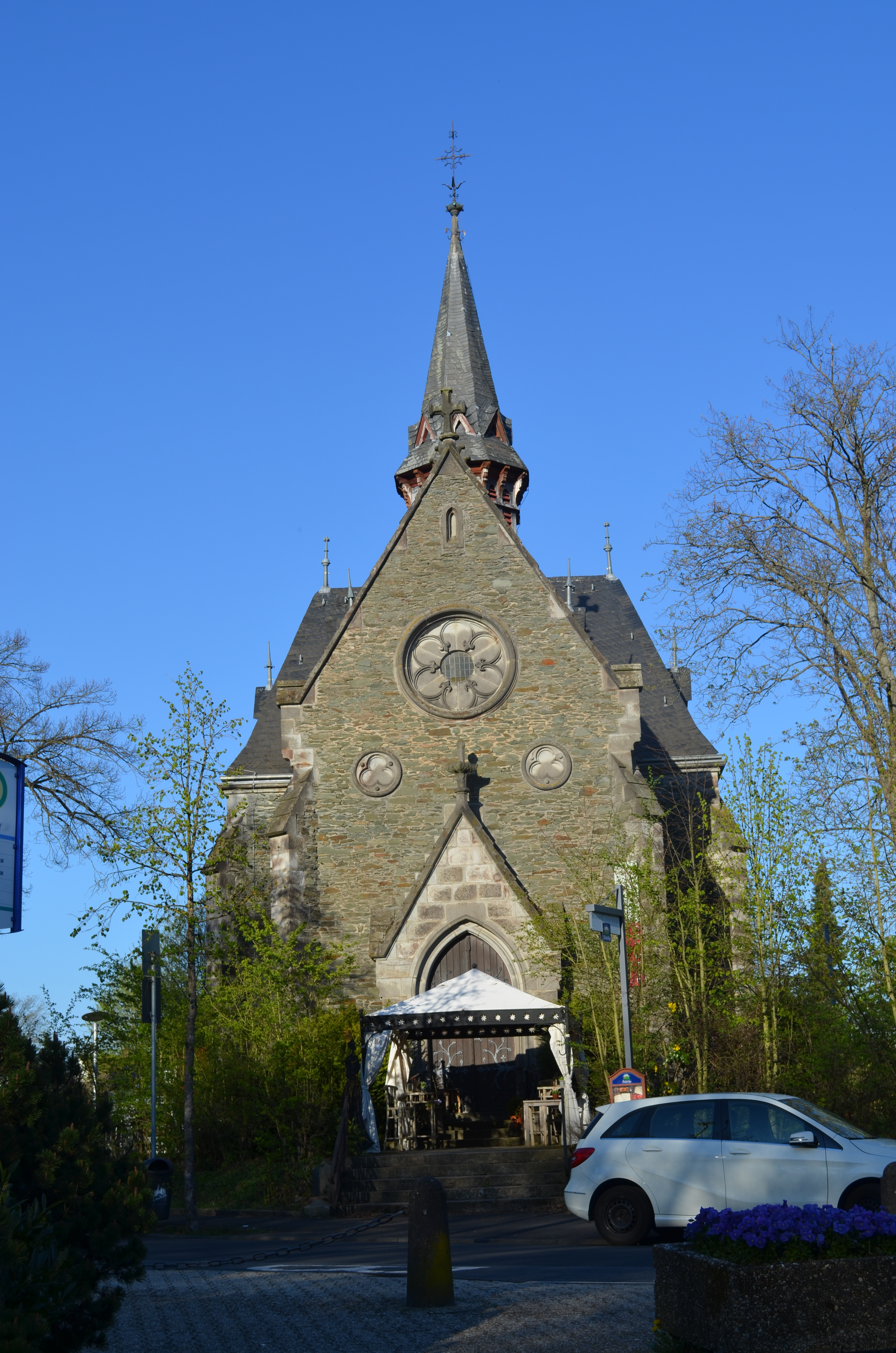
Ehemalige Friedhofskapelle

Siehe Hauptartikel Ehemalige Friedhofskapelle (Limburg an der Lahn)
Die ehemalige katholische Friedhofskapelle wurde 1894 bis 1896 nach Plänen des Limburger Architekten Jakob Fachinger erbaut und steht heute unter Denkmalschutz. Die Kapelle steht außerhalb des eigentlichen Friedhofs vor dem Haupteingang. Heute wird sie als Restaurant genutzt.
Es handelt sich um ein Gebäude aus Bruchsteinen (grüner Schalstein) mit Hausteinrahmungen der Portale und Maßwerkfenster errichtet. Ein steiles, schiefergedecktes Dach mit hölzernem Dachreiter sowie mehreren Gaubenfenstern prägen das Äußere.

## Bilder

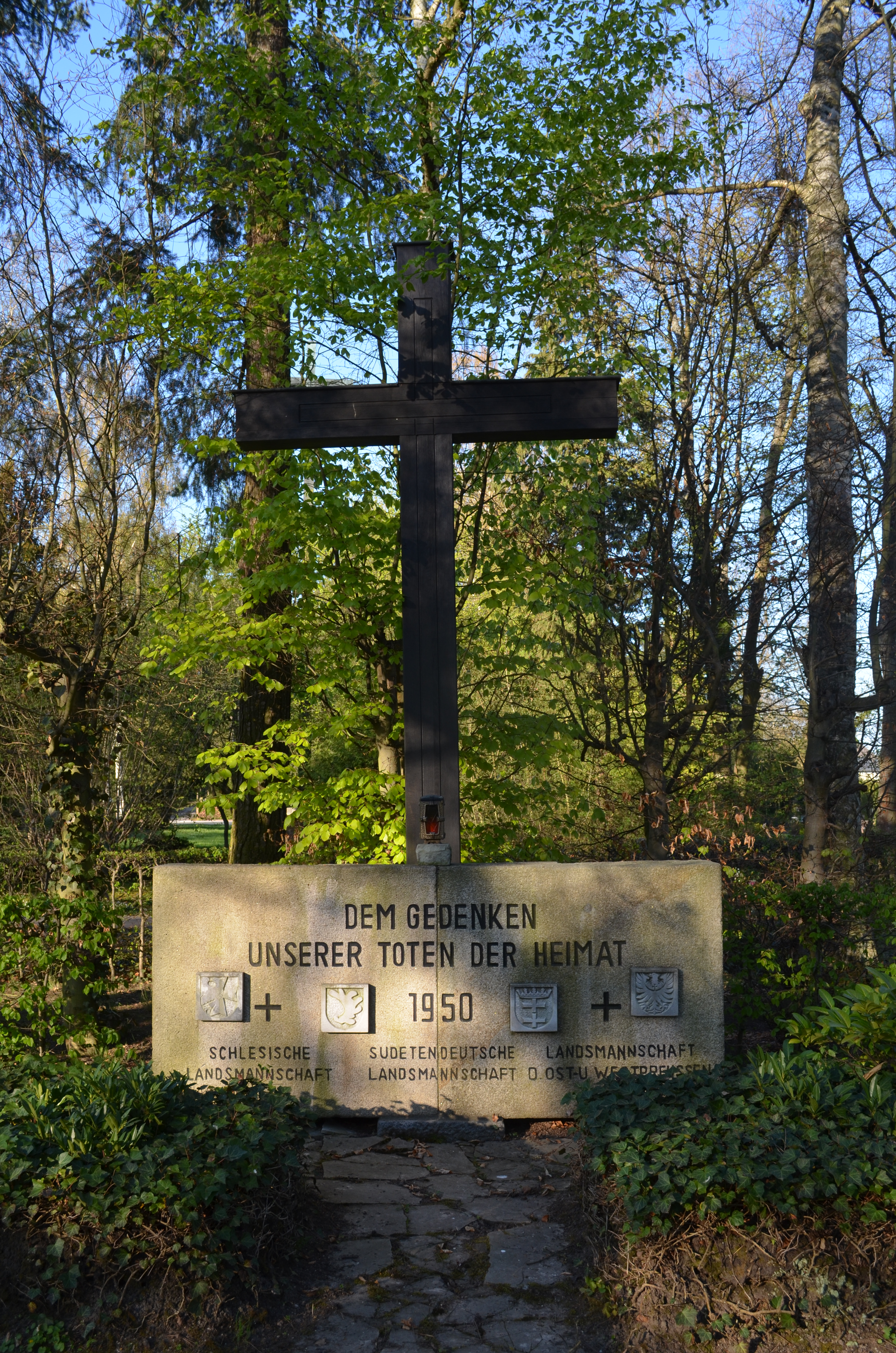
Gedenkkreuz den Toten der Heimat
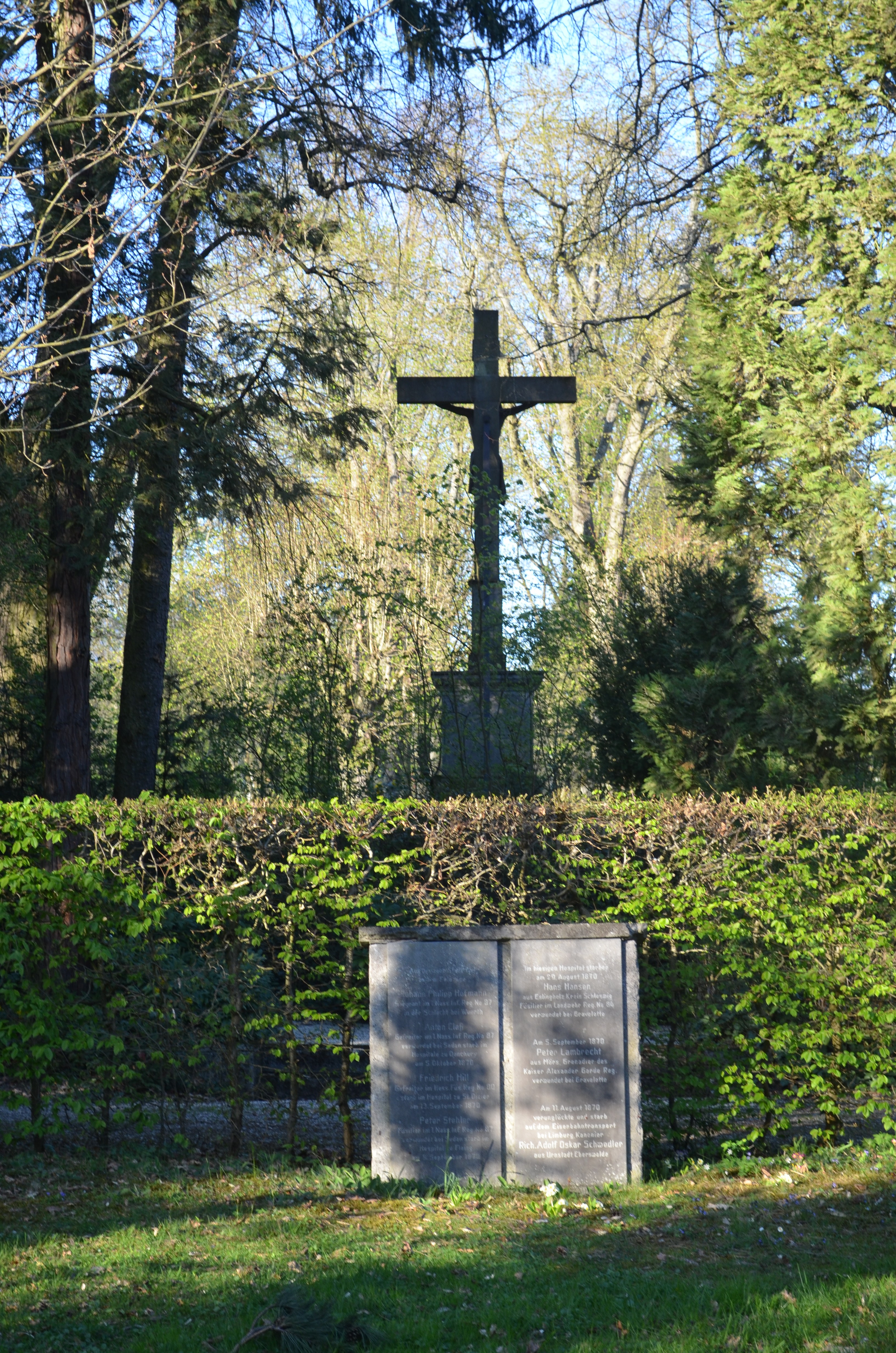
Gedenkstein 1870/71
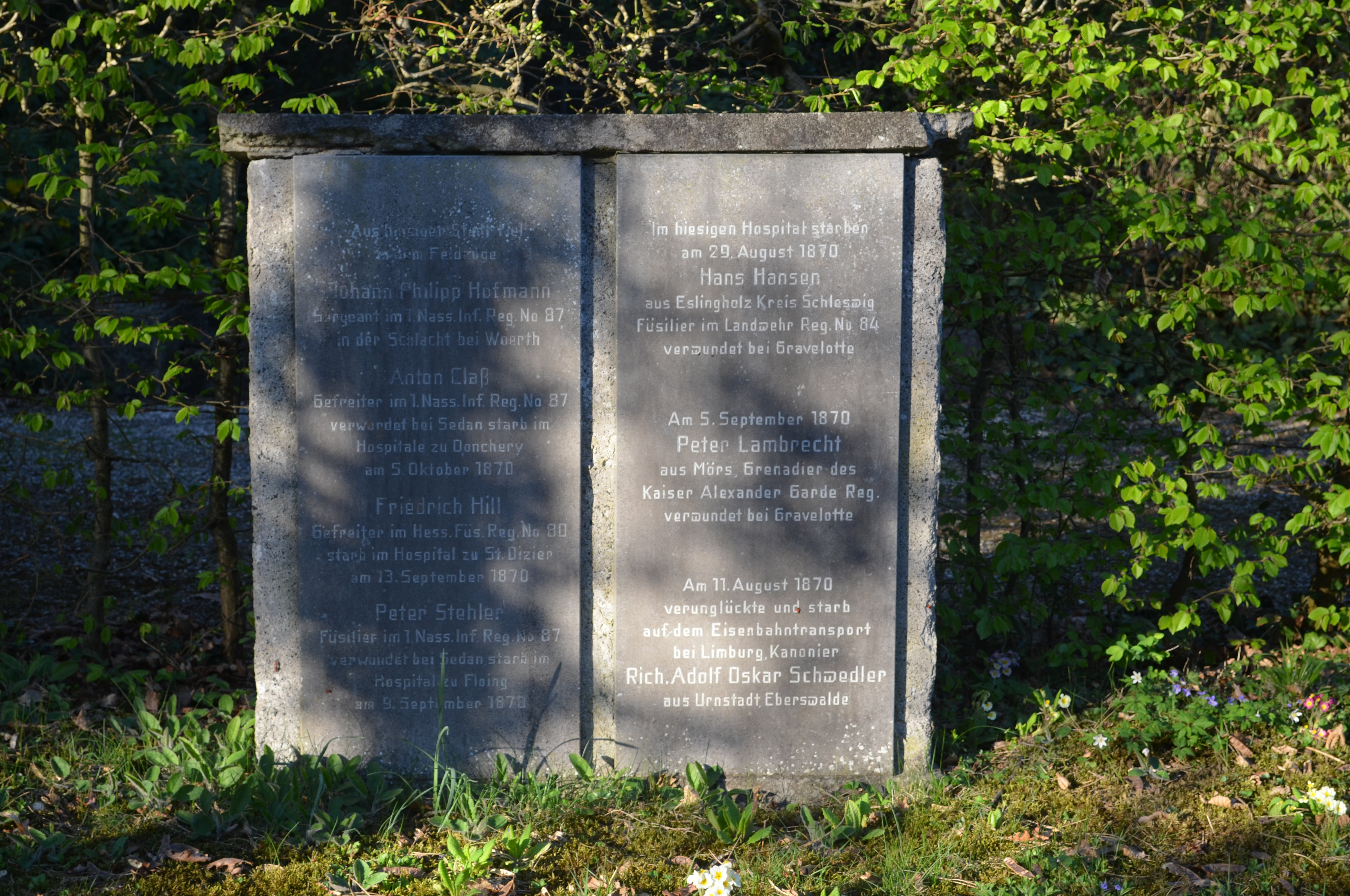
Gedenkstein 1870/71
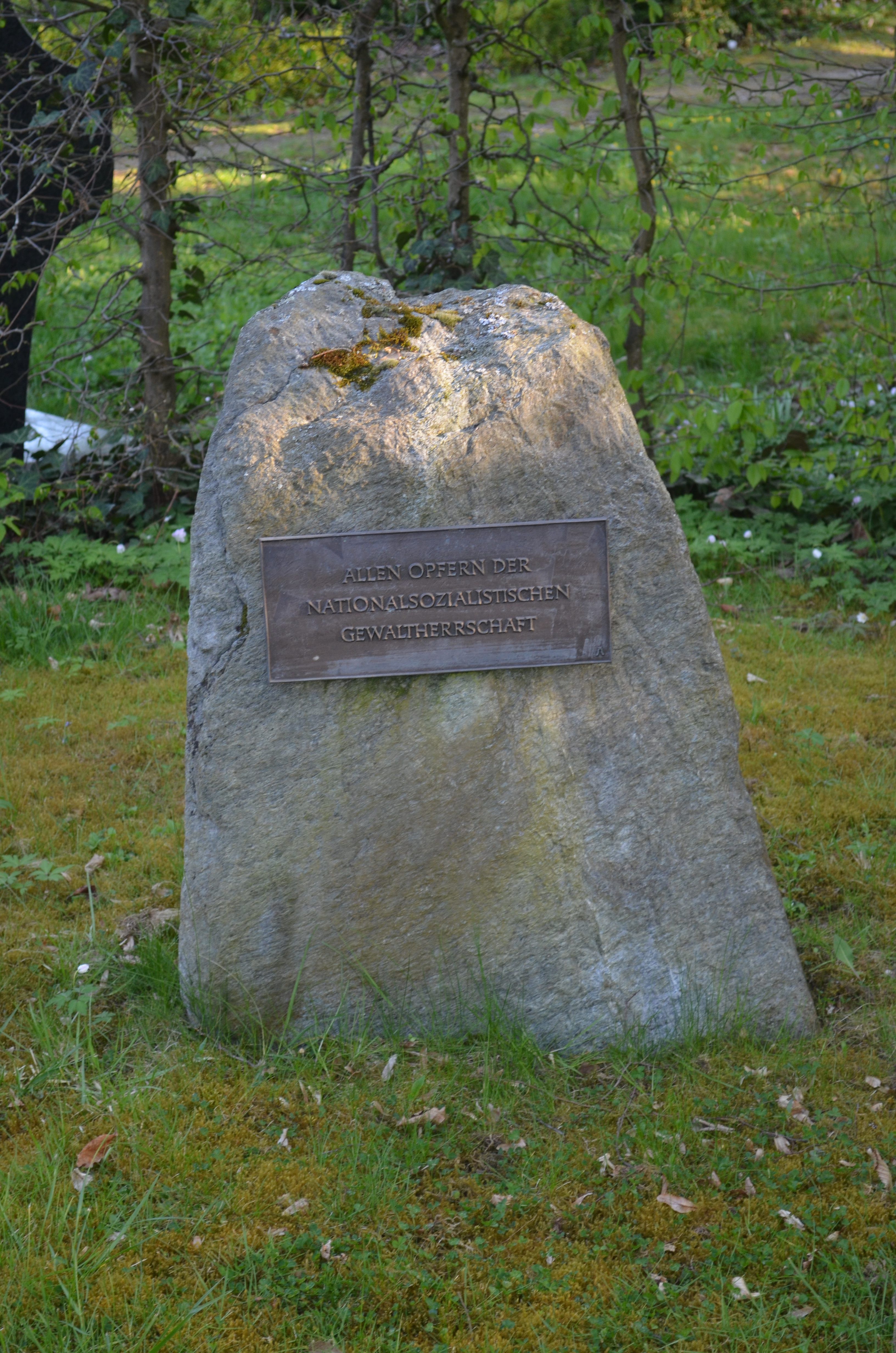
Gedenkstein Nationalsozialistische Gewaltherrschaft
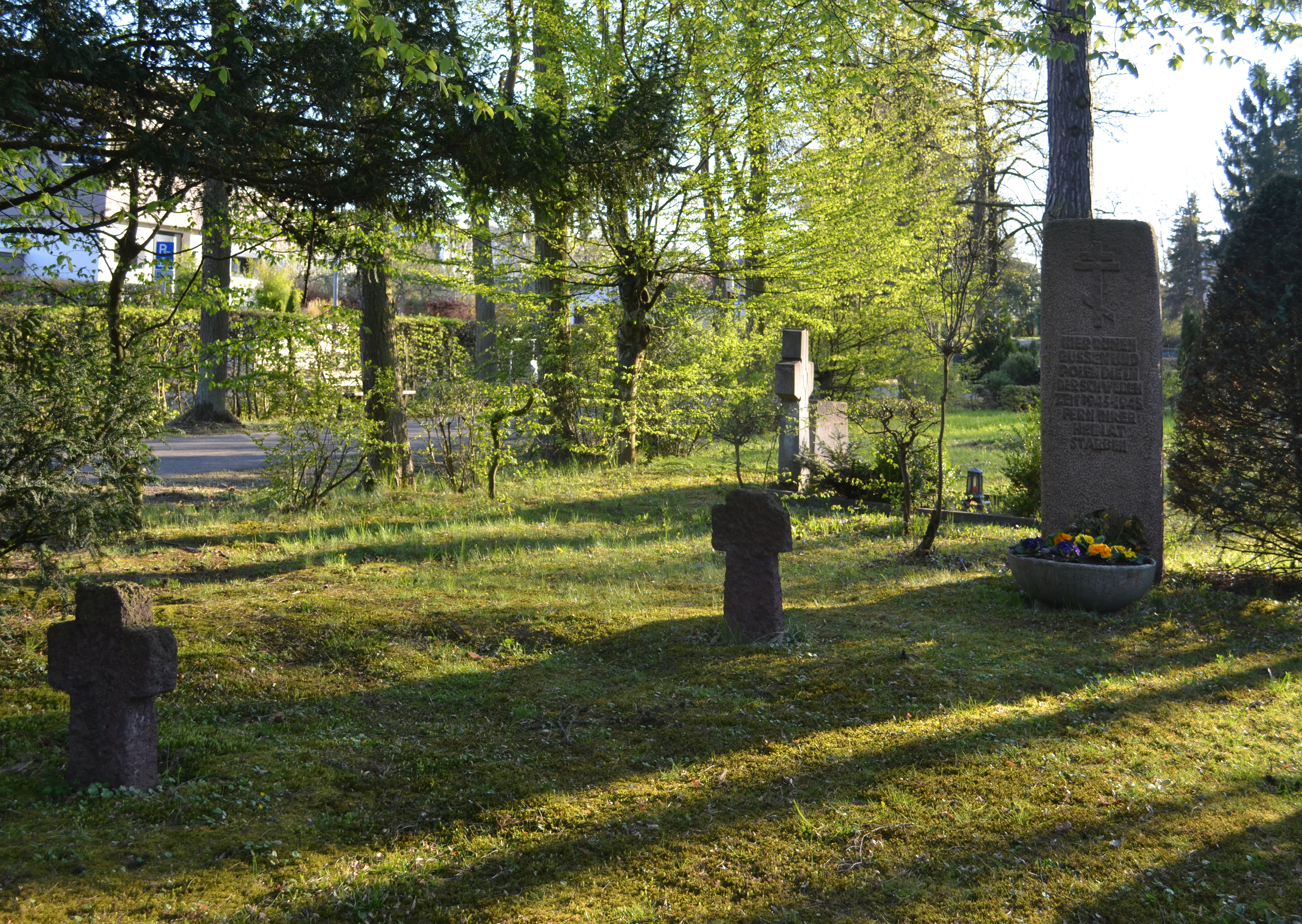
Gedenkstein Russen und Polen
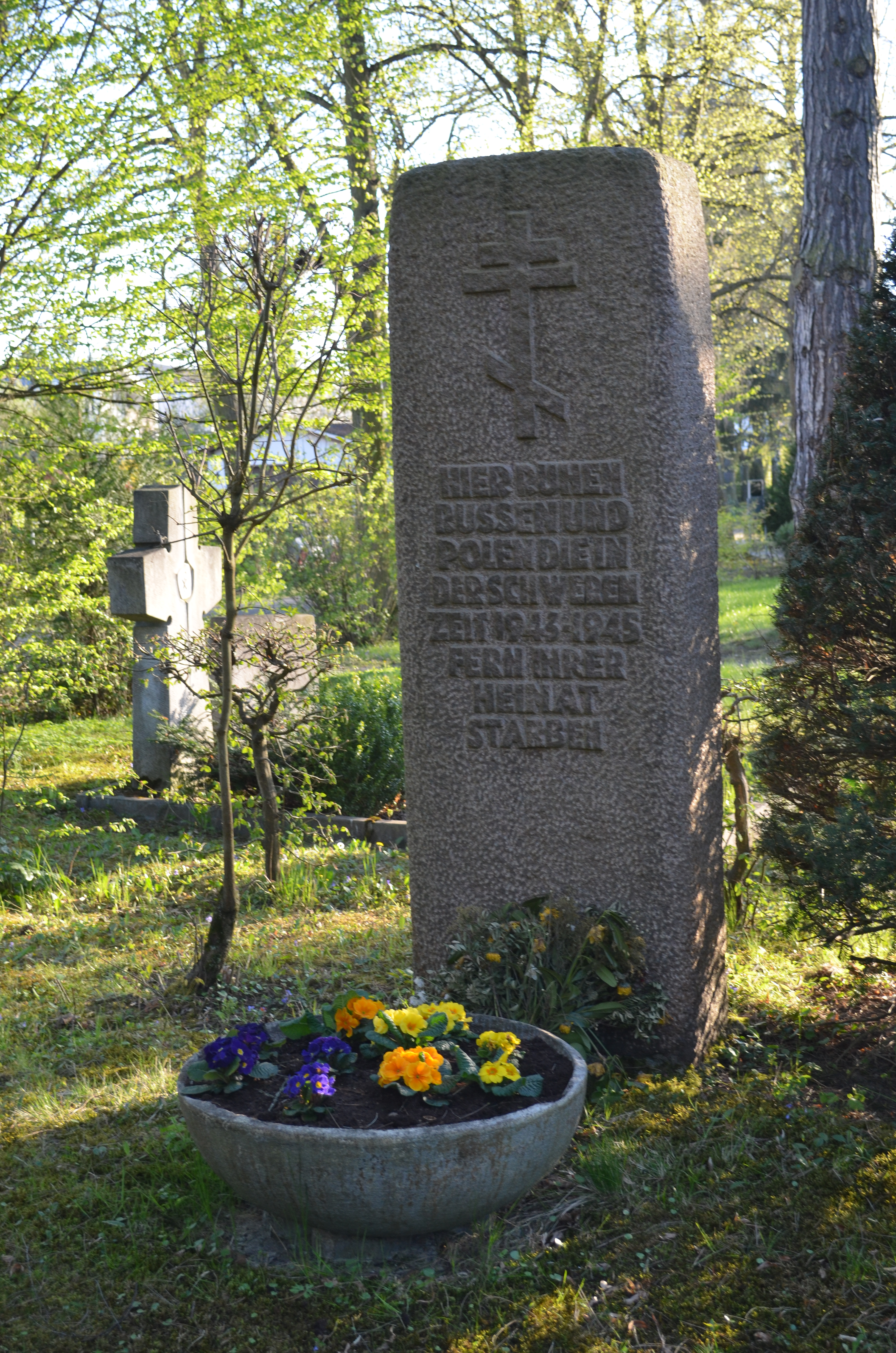
Gedenkstein Russen und Polen
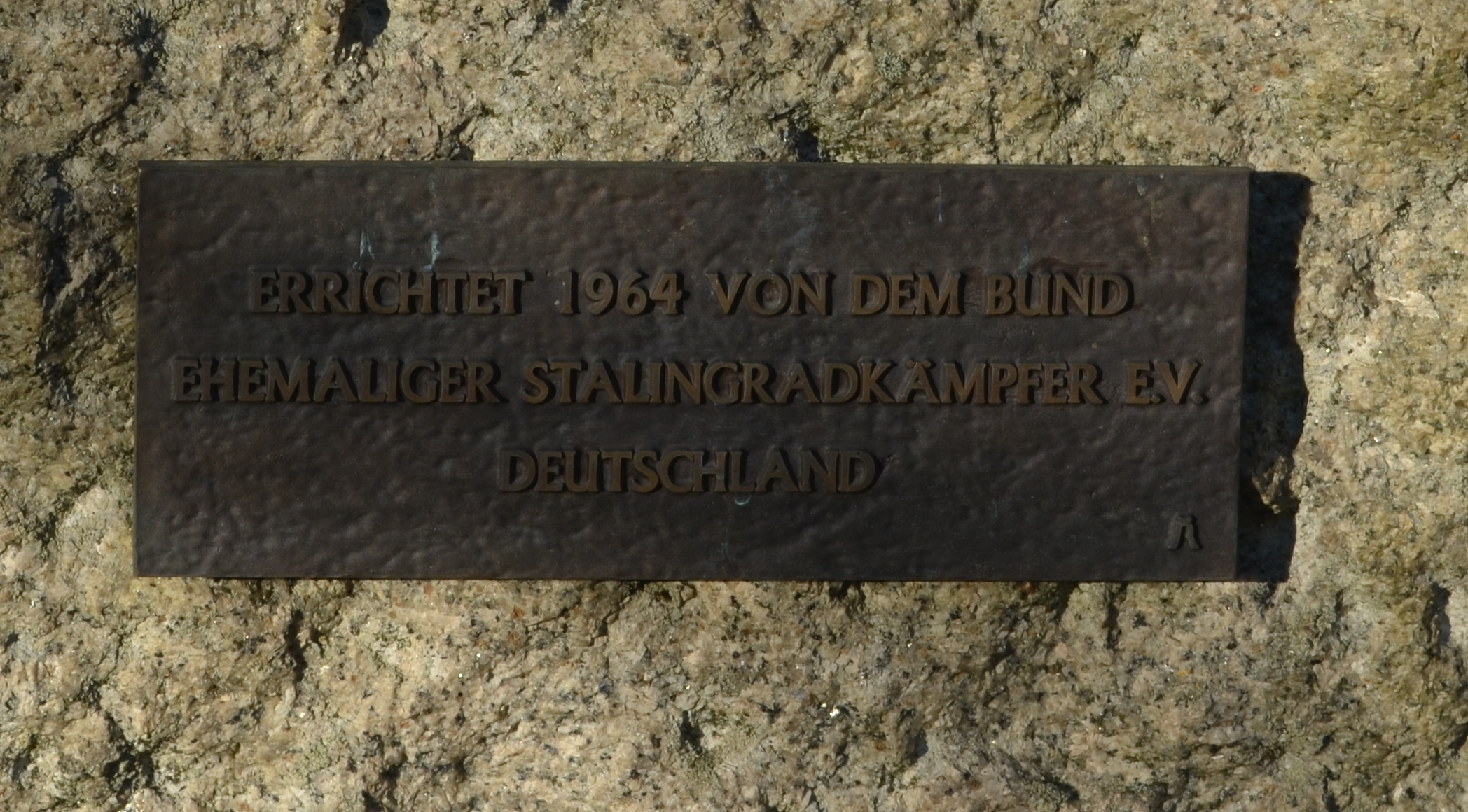
Gedenkstein Stalingrad, Inschrift
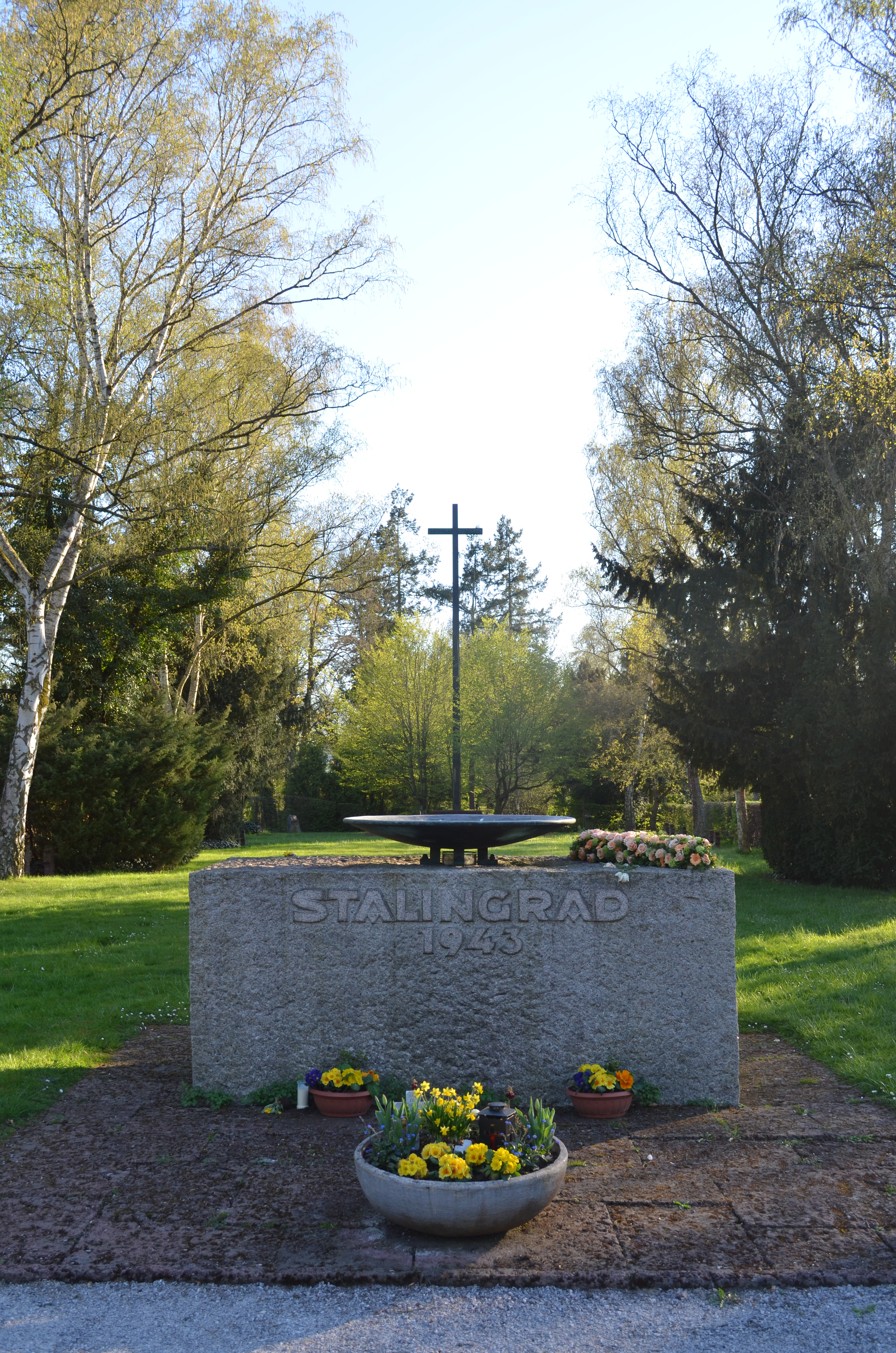
Gedenkstein Stalingrad
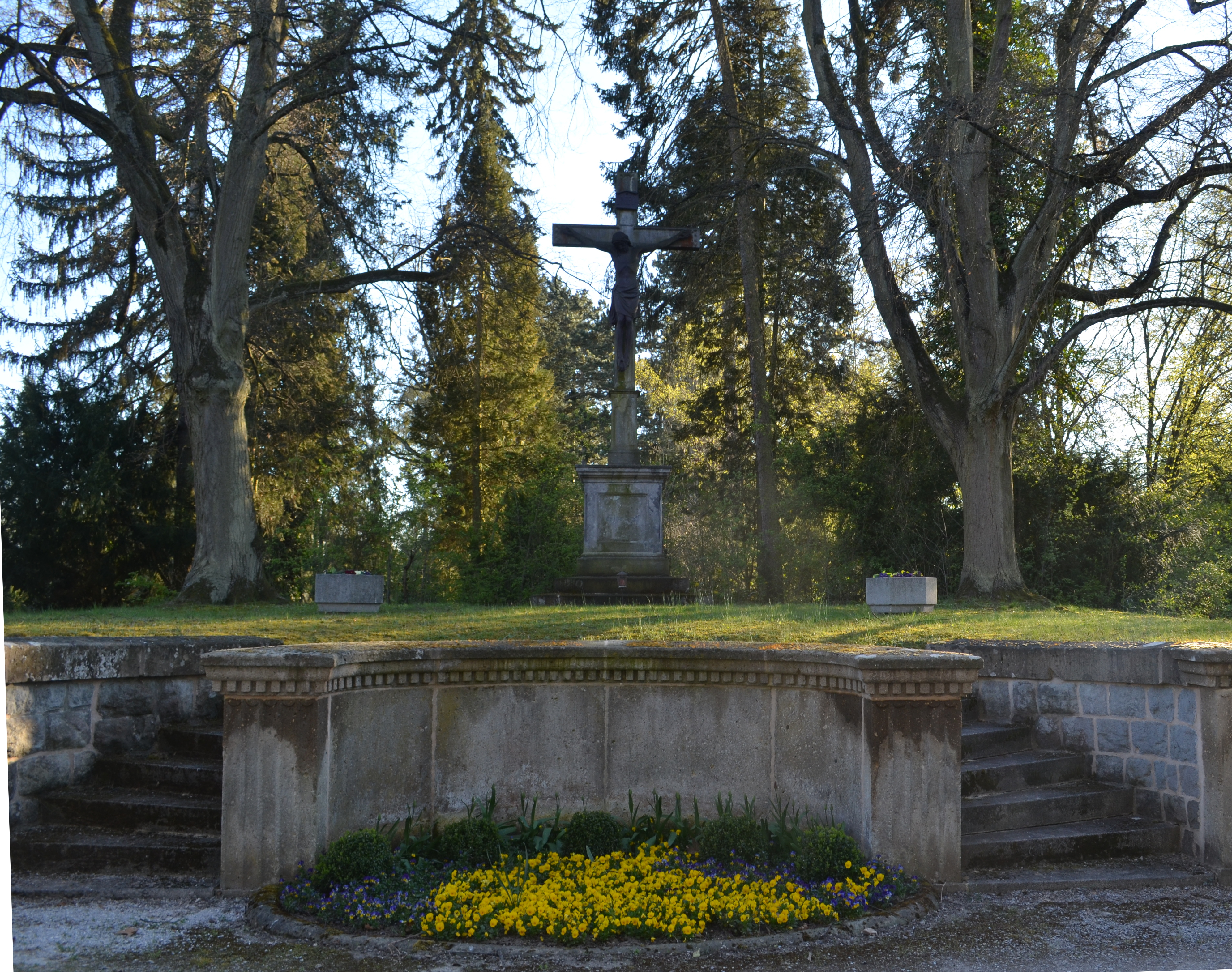
Kreuz

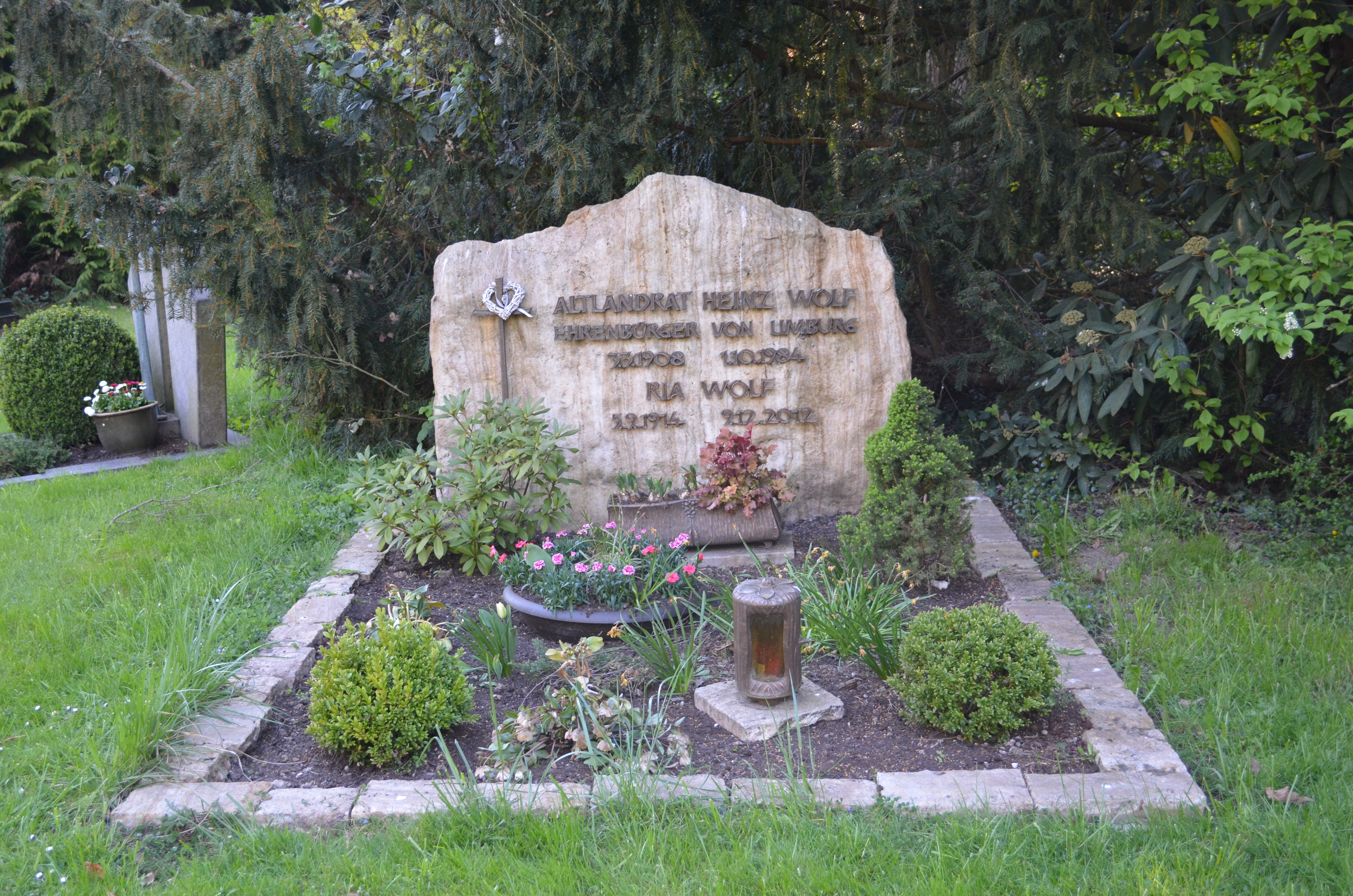
Grab Heinrich Anton Wolf

- Joseph Schneider (CDU), Bürgermeister von Limburg 1945–1960
- Anna Ohl (1893–1987), Stifterin, Ehrenbürgerin seit 1986
- Heinrich Anton Wolf, Landrat
- Ernst Eichinger, Künstler, Dozent für Malerei

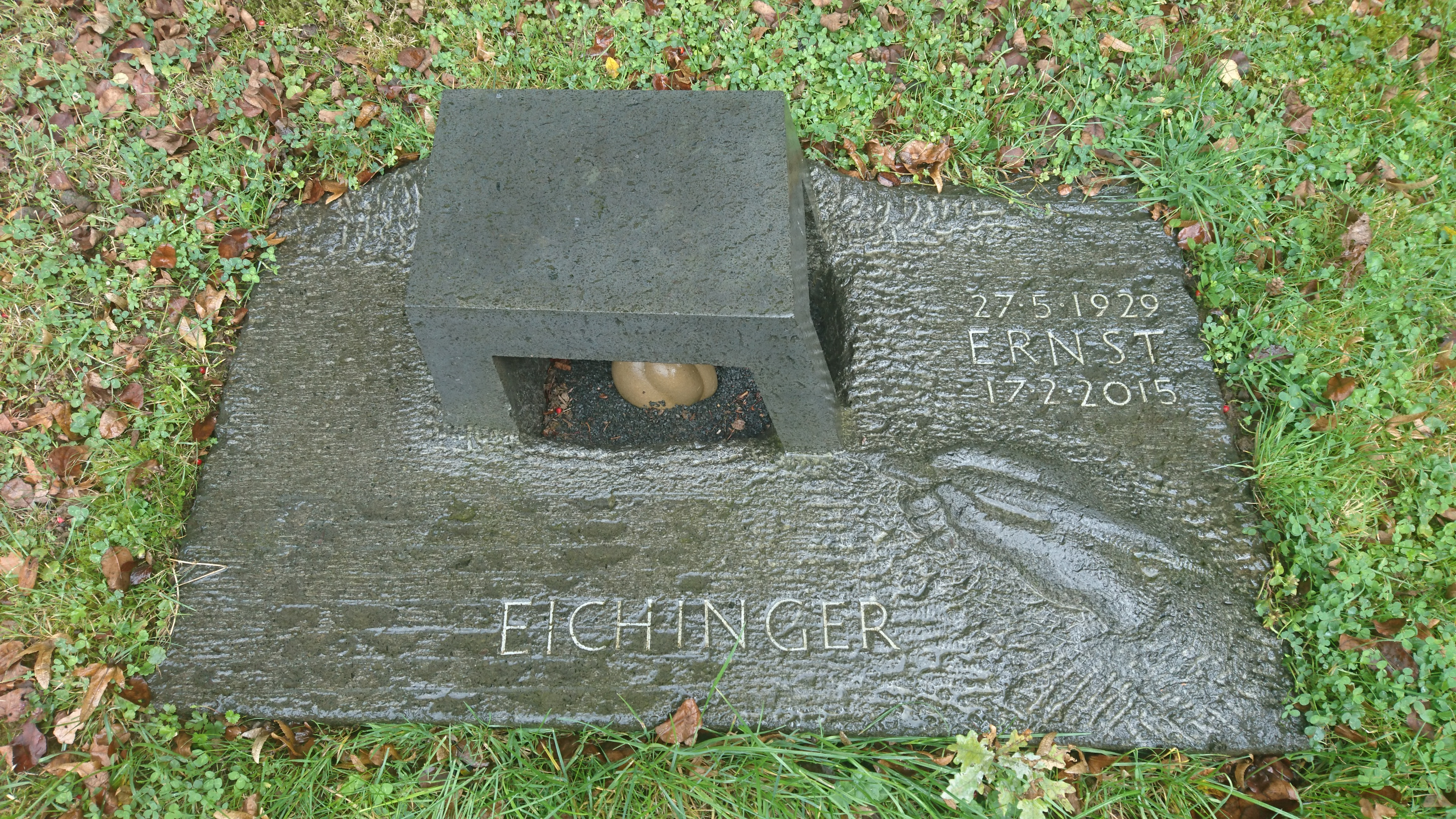
Liegender Stein für den Künstler Ernst Eichinger unter Verwendung eines für ihn typischen Sujets "Tisch", mit zeichnender Hand. Ausführung: Steinmetzmeisterin Barbara Oppenrieder, München
Material: Westerwälder Basalt